# Gabella
|  | Aquest article tracta sobre l'impost sobre la compravenda. Si cerqueu les divisions administratives otomanes, vegeu «Gabella (pobles turcs)». |

La gabella significa tant el monopoli de l'estat de certs productes de primera necessitat com un impost directe que cobrava l'estat: Sal, vi, oli, blat o béns exportats… durant l'antic règim. Per extensió també va aplicar-se als magatzems on es guardaven aquests productes. Tenia diverses formes, podia ser un impost indirecte o directe. La seva forma més coneguda va ser la gabella de la sal, també anomenat selga o salga. Es pot comparar amb els imposts sobre les begudes alcohòliques i els combustibles per a mitjans de transport. El mot prové de l'àrab qabala.
Pot prendre la forma d'un impost directe o indirecte. Com a impost directe hi ha:
- Gabella emigrationis un impost directe que una persona havia de pagar sobre el patrimoni que portava fora
- Gabella hereditatis, l'impost damunt una herència o una donació destinada a un beneficiari a l'estranger[4]

i com a impost indirecte, 
- la Gabella pro accisiis: La taxa sobre béns de primera necessitat.[5]

## Aplicacions
Països Catalans
A Catalunya, una gabella fou introduïda per les Corts de Tortosa (1365), que comportava l'obligació a cada persona de més de set anys de comprar una determinada quantitat de sal per any, amb l'objectiu de pagar la guerra contra el Regne de Castella. El rei d'Aragó atorgava el dret de col·lectar-la a la noblesa local per tal de reemborsar-se directament el préstec que havia contractat. Els nobles no n'eren gaire entusiastes, perquè el rendiment de la taxa era nominal. Ja tres anys més tard va ser abolida per les Corts de Barcelona (1368), perquè l'impost era contrari a les constitucions i de poc rendiment. Va ser reemplaçat pel fogatge.
Al Regne de València l'impost extraordinari damunt la sal és ben documentat durant les generalitats. L'impost tocava tant el comerç a l'engròs com al detall. Els gabellots o saliners cobraven l'impost del venut d'una gabella o magatzem central de sal.
A Mallorca, una gabella de la sal va crear-se el 1425 per deu anys, tot i que va continuar a ser cobrada després d'aquest terme. Servia principalment per a compensar el deute municipal.
França
Al Regne de França, Felip IV va introduir-la com a mesura temporània, sota Carles V va esdevenir un impost permanent. Els productors de sal havien de fornir els magatzems de sal a cada província. La cambra de la sal fixava el preu de compra i de venda al detall. Cada persona de més de vuit anys era obligada de comprar una quantitat fixa de sal per setmana a un preu determinat. Va esdevenir l'impost més odiat de tots i va causar moltes insurreccions i querelles, com la Revolta dels angelets de la terra entre 1667 i 1675 quan va ser introduïda al Rosselló annexionat per França.
A França la gabella va esdevenir un dels imposts més odiats, tot i que només el 21 de març de 1790 l'Assemblea Nacional va abolir-la.

## Toponímia catalana
- Museu Etnològic del Montseny La Gabella a Montseny
- Porta de la Gabella a Palma
- El carrer de la Mar a Palma, abans es deia carrer de la Gabella Vella de la Sal